# Ossaea baracoensis
Ossaea baracoensis är en tvåhjärtbladig växtart som beskrevs av Attila L. Borhidi och O.Muniz. Ossaea baracoensis ingår i släktet Ossaea och familjen Melastomataceae. Inga underarter finns listade i Catalogue of Life.